# 川添村 (和歌山県)
川添村（かわぞえむら）は、和歌山県西牟婁郡にあった村。現在の白浜町の東端、日置川の中流域および同支流・将軍川の流域にあたる。

## 地理
- 山岳：三舞山、大森山
- 河川：日置川、城間川、上ノ谷川、川原谷川、将軍川、北谷川、宮城川

## 歴史

### 村名の由来
日置川に添っていることによる。

### 沿革
- 1889年（明治22年）4月1日 - 町村制の施行により、市鹿野村、小房村、玉伝村、大村、宇津木村、小川村、城村、里谷村、上露村、北谷村、大瀬村及び竹垣内村の区域をもって、川添村が発足する。
- 1956年（昭和31年）9月30日 - 川添村、三舞村及び日置町が合併して、日置川町が発足する。